# ロウヒ

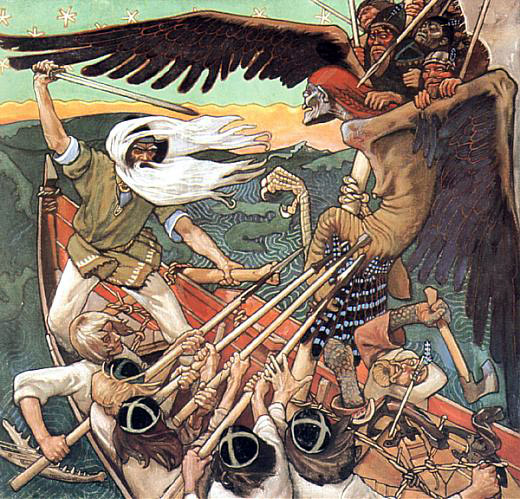
アクセリ・ガッレン＝カッレラ『サンポの防衛』（1896年）
舟上で剣を振るうワイナミョイネンと戦う、翼を持った怪物として描かれているのがロウヒ。背中にはポホヨラの戦士たちを背負っている。

ロウヒ（Louhi）は、フィンランドの叙事詩『カレワラ』のなかで活躍する大魔女。とても強い力を持つ、北方の陰鬱な地方ポホヨラの支配者だが、美しい娘を持ち、これをカレワラ（フィンランド）の鍛冶の名手イルマリネンに妻として与え、秘宝サンポを制作させた。しかしこの宝物は、カレワラの詩人で英雄ワイナミョイネンとイルマリネンによって盗み出され、彼らと後を追ってきたロウヒが激しく争ううちに、粉々にこわれてしまった。怒ったロウヒはその後、カレワラに悪疫や猛獣を送ったり、太陽と月を捕えて世界を暗闇に陥れるなど、さまざまの仕業によってワイナミョイネンを悩ませたとされる。

## ロヴィアタルとの関係
『カレワラ』第45章で言及されるロヴィアタルは、『カレワラ』中ではロウヒとは別の人物として描かれているものの、伝承上ではロウヒの別称とされることがある。ロヴィアタルは冥府トゥオネラの娘の一人であり、九人の病魔を生んだとされる。『カレワラ』第45章では、カレワラへの報復を願うロウヒが至高神ウッコに祈願する場面ののち、ロヴィアタルが登場する。ロヴィアタルは突風を身に受けて妊娠し、神の導きに従ってポホヨラに向かう。そしてロウヒがロヴィアタルの出産を助け、生まれた病魔たちをカレワラに送り込む、という筋立てになっている。